# Stráž (Luž)
Stráž (pod Luží/ německy Wache unter Lausche) je průsmyk v Lužických horách v nadmořské výšce 571 m. Leží na hranici mezi Německem a Českem, v údolí mezi horami Luž (793 m) a Sonneberg (627 m).

## Zeměpisné údaje

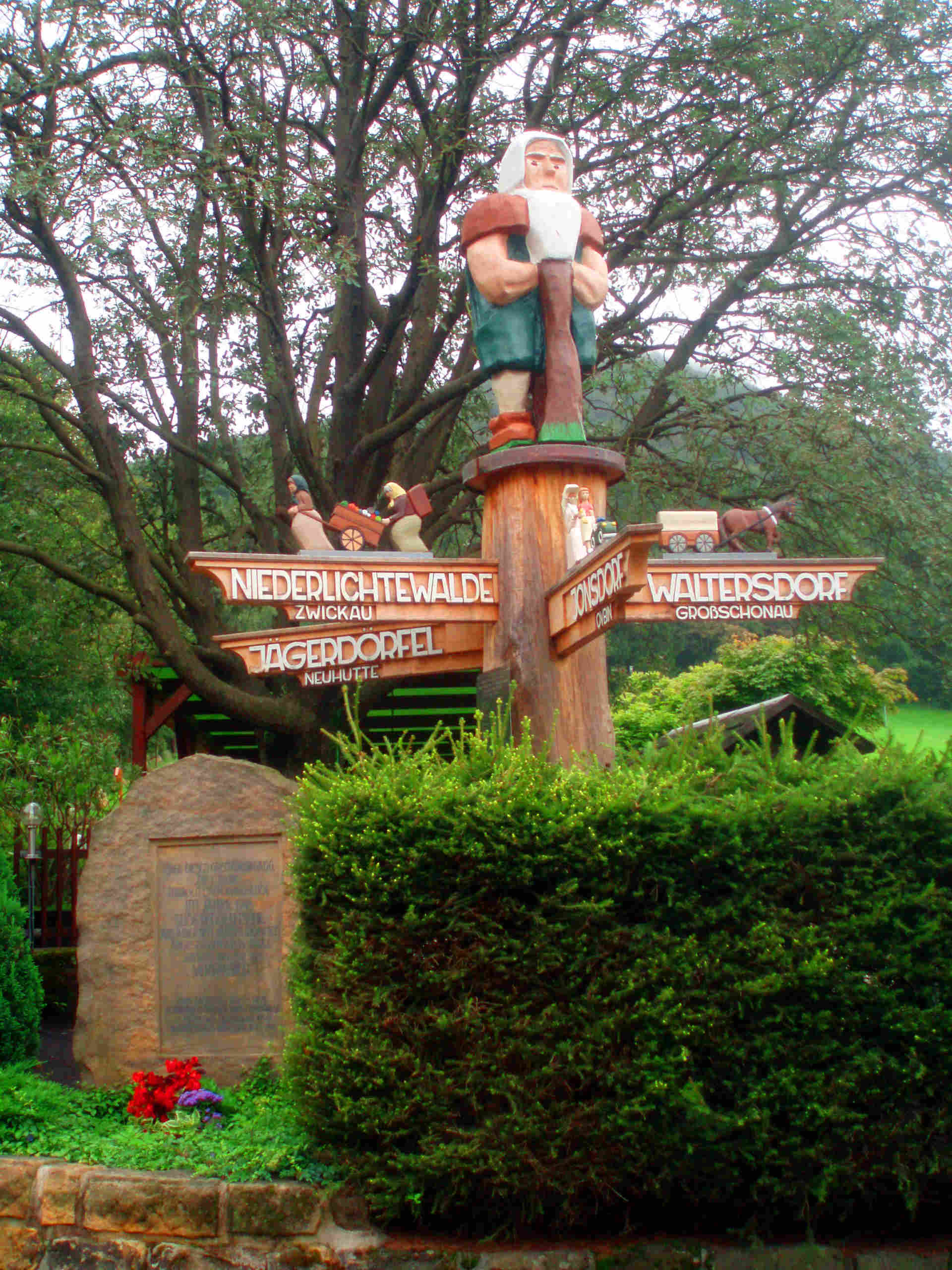
Rozcestník na německé straně

Průsmyk se nachází asi 700 m východně od vrcholu Luž a jihozápadně od vrcholu Sonneberg na rozhraní obcí Waltersdorf na německé a Horní a Dolní Světlá na české straně. U nádraží se rozdělují cesty do Sonnebergu (místní část Waltersdorfu), do Dolní Světlé, Jonsdorfu s prodloužením na Myslivny (část Mařenic). Přes Stráž vede také hřebenová cesta mezi Krkavčími kameny (něm. Rabensteinen) dále na Luž.
Západně od stráže se na české straně se rozkládá přírodní rezervace Luž, na východ přírodní památka Brazilka.

## Historické události
Přes průsmyk vedla již od středověku obchodní cesta mezi Horní Lužicí a Čechami. Dle nařízení českých králů však obchodníci nesměli používat tzv. „Plunderstrasse“ vedoucí ze Cvikova a Zákup přes Dolní Světlou a Waltersdorf a bylo jim nařízeno místo ní používat českolipskou stezku. Nicméně i král Matyáš II. z důvodu morové epidemie v Žitavě v září 1600 použil „Plunderstraße“ k obchvatu města.
V průběhu rozvoje turistiky v Lužických horách na konci 19. století byl na německé straně postaven Hotel Rübezahl a na české straně hostinec Deutsche Wacht, kterému se obvykle říkalo Zur Wache. Kromě toho byla na české straně zřízena trafika a její majitelé, kromě legálního podnikání, také pašovali zboží.
Naproti Deutsche Wacht byla v polovině 20. let postavena československá celní stanice. V roce 1929, západně od silnice do Dolní Světlé, na okraji lesa, byla postavena Baude Neu-Brasilien, která však vzhledem ke své odlehlé poloze neměla očekávanou návštěvnost.
V letech 1937–1938 zde byla vybudována německá celnice. Dne 22. září 1938 československou celnici přepadli příslušníci sudetoněmeckého Freikorpsu a drželi ji do druhého dne. Po Mnichovské dohodě však obě celnice ztratily svou funkci.
Československá a německá celnice obnovily svou činnost po skončení druhé světové války v květnu 1945, zatímco hostinec Deutsche Wacht a trafika zůstaly opuštěné.
V letech 1946–1947 probíhal přes zdejší hraniční přechod odsun původního německého obyvatelstva z oblasti České Lípy, Cvikova a Německého Jablonného do sovětské okupační zóny a v roce 1947 byl hraniční přechod uzavřen.
Při výstavbě hraničního pásma s NDR a instalaci ostnatých drátů, byly v 50. letech všechny budovy na české straně vyhozeny do povětří. Po roce 1966 byl ostnatý drát a hraniční zátarasy odstraněny.
I po politické změně v obou státech na konci 90. let ještě nějakou dobu trvalo, než se hranice, kterou již dříve nelegálně překračovali především němečtí výletníci na Myslivny, dne 1. března 1996 znovu otevřely.
Dne 16. září 1995 byl vedle Rübezahlbaude odhalen pamětní kámen odsunu sudetských Němců a dne 20. září 2003 byl na české straně odhalen pamětní kámen na památku stráže pohraniční stáže.
Obnovení silničního spojení do Dolní Světlé se neplánuje, protože by protínalo přírodní památku Brazilka.
V současnosti jsou některé budovy postavena pouze na německé straně Stráže. Nachází se zde hotel Rübezahlbaude a bývalá celnice, kterou spravuje podnikatel z Waltersdorfu jako rekreační byt v Sonnebergu. Na české straně se dochovaly pouze kaštany z pivní zahrádky hostince Deutsche Wacht a základy někdejších budov.

## Pamětihodnosti
- Rübezahlbaude
- bývalá německý celnice
- Pamětní kámen vyhnání německých obyvatel soudních okresů Česká Lípa, Německé Jablonné a Cvikov. 1,70 m vysoký pískovcový památník z dílny waltersdorfského kameníka Wolfganga Dünnebiera byl odhalen v roce 1995 .
- Pamětní kámen čs. pohraniční stráže odhalen v roce 2003 za podpory klubů vojenské historie v Bakově nad Jizerou a České Lípě.